# トム・フォード (野球)
トム・フォード（Tom Ford、1866年10月 - 1917年5月27日）は、アメリカ合衆国テネシー州チャタヌーガ出身のプロ野球選手（投手、遊撃手）。

## 経歴
1890年にデビューし、アメリカン・アソシエーションのコロンバス・ソロンズとブルックリン・グラディエイターズに掛け持ちで所属した。しかし5月の8試合しかプレーできず、同年シーズン終了後に引退した。
生まれも育ちもチャタヌーガであり、1917年5月27日に同地で50歳の生涯を終えた。

## 詳細情報

### 投手成績
| 登 板 | 先 発 | 投 球 回 | 勝 利 | 完 封 | 敗 戦 | 救 援 | 奪 三 振 | 被 安 打 | 被 本 塁 打 | 与 四 球 | 与 死 球 | 暴 投 | 自 責 点 | 防御率 |
| ----- | ----- | -------- | ----- | ----- | ----- | ----- | -------- | -------- | ----------- | -------- | -------- | ----- | -------- | ------ |
| 8     | 6     | 51.0     | 0     | 0     | 6     | 0     | 12       | 70       | 2           | 35       | 0        | 3     | 28       | 4.94   |

### 打撃成績
- 通算成績：11試合、31打数1安打、本塁打0、打点0、打率.032